# Јован Боровић
Јован Боровић (18. август 1965, Београд) је бивши фудбалски судија.

## Каријера
Јован Боровић је почео да се бави суђењем 1989. године. За тринаест година прешао је све рангове такмичења и стигао до Супер лиге. ФИФА помоћни судија постао је 2005. године.
Престао је активно да се бави суђењем, због повреде леђа у 42. години живота.
Од 2007. године Јован је инструктор прве категорије ФСС.